# Casper von Folsach
Casper von Folsach  (* 30. März 1993 in Gentofte) ist ein ehemaliger dänischer Radrennfahrer.

## Sportliche Laufbahn
Ab 2002 war Casper von Folsach im Radsport aktiv. 2009 und 2010 gewann er gemeinsam mit Steffen Thomsen den Lauf des UIV-Cups für Nachwuchs-Sechstagefahrer im Rahmen des Kopenhagener Sechstagerennens. Ebenfalls 2010 wurde er dänischer Junioren-Meister in der Einerverfolgung. 2011 gewann er zwei nationale Junioren-Titel auf der Straße, im Mannschaftszeitfahren sowie im Einzelzeitfahren; auf der Bahn wurde er Junioren-Meister in der Mannschaftsverfolgung und belegte in weiteren Disziplinen Podiumsplätze. Bei den UCI-Straßen-Weltmeisterschaften der Junioren belegte er im Einzelzeitfahren Platz sechs.
Bei den UEC-Bahn-Europameisterschaften 2011 wurde von Folsach Vize-Europameister in der Mannschaftsverfolgung, gemeinsam mit Lasse Norman Hansen, Michael Mørkøv und Rasmus Christian Quaade; im Einzelzeitfahren der Junioren bei der Straßen-WM erreichte er Rang sechs. In London, bei den Olympischen Spielen, wurde der dänische Bahnvierer mit von Folsach, Quaade, Mørkøv, Hansen und Mathias Møller Nielsen Fünfter. Im Jahr darauf, bei den Bahn-Weltmeisterschaften in Minsk, belegte Folsach den dritten Platz in der Mannschaftsverfolgung, gemeinsam mit Lasse Norman Hansen, Rasmus Christian Quaade und Mathias Møller.
2016 wurde Casper von Folsach für die Teilnahme an den Olympischen Spielen in Rio de Janeiro nominiert, wo er gemeinsam mit Lasse Norman Hansen, Rasmus Christian Quaade, Niklas Larsen, Frederik Rodenberg und Casper Pedersen die Bronzemedaille in der Mannschaftsverfolgung errang.
Bei den UCI-Bahn-Weltmeisterschaften 2018 in Apeldoorn belegte der dänische Vierer mit von Folsach, Julius Johansen, Frederik Rodenberg und Niklas Larsen Rang zwei. 2019 belegte er mit Lasse Norman Hansen bei den Weltmeisterschaften Platz zwei im Zweier-Mannschaftsfahren, und in der Mannschaftsverfolgung mit Julius Johansen, Rasmus Pedersen, Lasse Norman Hansen und Niklas Larsen Platz drei. Ende des Jahres 2019 musste er auf Anraten der Ärzte wegen Herzproblemen seine aktive Radsportlaufbahn beenden.

## Erfolge

### Bahn
2010
- Dänischer Meister – Einerverfolgung (Junioren)

2011
- Europameisterschaft – Mannschaftsverfolgung mit Lasse Norman Hansen, Michael Mørkøv und Rasmus Christian Quaade
- Dänischer Meister – Mannschaftsverfolgung (Junioren) mit Simon Bigum, Rasmus Lund und Patrick Olesen

2012
- Bahnrad-Weltcup in Glasgow – Mannschaftsverfolgung mit Lasse Norman Hansen, Mathias Møller Nielsen und Rasmus Christian Quaade

2013
- Weltmeisterschaft – Mannschaftsverfolgung mit Lasse Norman Hansen, Mathias Møller Nielsen und Rasmus Christian Quaade
- U23-Europameisterschaft – Omnium
- Dänischer Meister – Einerverfolgung

2014
- Weltmeisterschaft – Mannschaftsverfolgung mit Lasse Norman Hansen, Rasmus Christian Quaade und Alex Rasmussen
- Dänischer Meister – Einerverfolgung

2016
- Olympische Spiele – Mannschaftsverfolgung (mit Lasse Norman Hansen, Rasmus Christian Quaade, Niklas Larsen, Frederik Rodenberg und Casper Pedersen)
- Weltmeisterschaft – Mannschaftsverfolgung mit Lasse Norman Hansen, Niklas Larsen, Frederik Rodenberg und Rasmus Christian Quaade
- Derny-Europameister – hinter Stinus Roslund
- Dänischer Meister – Scratch, Punktefahren, Omnium, Zweier-Mannschaftsfahren (mit Frederik Rodenberg)
- Dänischer Junioren-Meister – Omnium

2017
- Bahnrad-Weltcup in Cali – Zweier-Mannschaftsfahren (mit Niklas Larsen)
- Weltcup in Manchester – Zweier-Mannschaftsfahren (mit Niklas Larsen)
- Dänischer Meister – Punktefahren, Mannschaftsverfolgung (mit Casper Pedersen, Mikkel Bjerg und Rasmus Christian Quaade)

2018
- Weltmeisterschaft – Mannschaftsverfolgung (mit Julius Johansen, Frederik Rodenberg und Niklas Larsen)
- Europameisterschaft – Omnium
- Weltcup in Saint-Quentin-en-Yvelines – Mannschaftsverfolgung (mit Lasse Norman Hansen, Rasmus Pedersen und Lasse Norman Hansen)
- Bahnrad-Weltcup in Berlin – Zweier-Mannschaftsfahren (mit Lasse Norman Hansen)

2019
- Weltmeisterschaft – Zweier-Mannschaftsfahren (mit Lasse Norman Hansen)
- Weltmeisterschaft – Mannschaftsverfolgung (mit Julius Johansen, Rasmus Pedersen, Lasse Norman Hansen und Niklas Larsen)

### Straße
2011
- Dänischer Meister – Einzelzeitfahren (Junioren)

2017
- eine Etappe Okolo Jižních Čech

2018
- Ronde van Midden-Nederland

## Teams
- 2012 Team Concordia Forsikring-Himmerland
- 2013 Blue Water Cycling
- 2014 Team TreFor-Blue Water (bis 31. Mai)
- 2015 Riwal Platform Cycling Team
- 2016 Riwal Platform Cycling Team
- 2017 Team Giant-Castelli
- 2018 Team ColoQuick
- 2019 Team ColoQuick